# Бронежилет

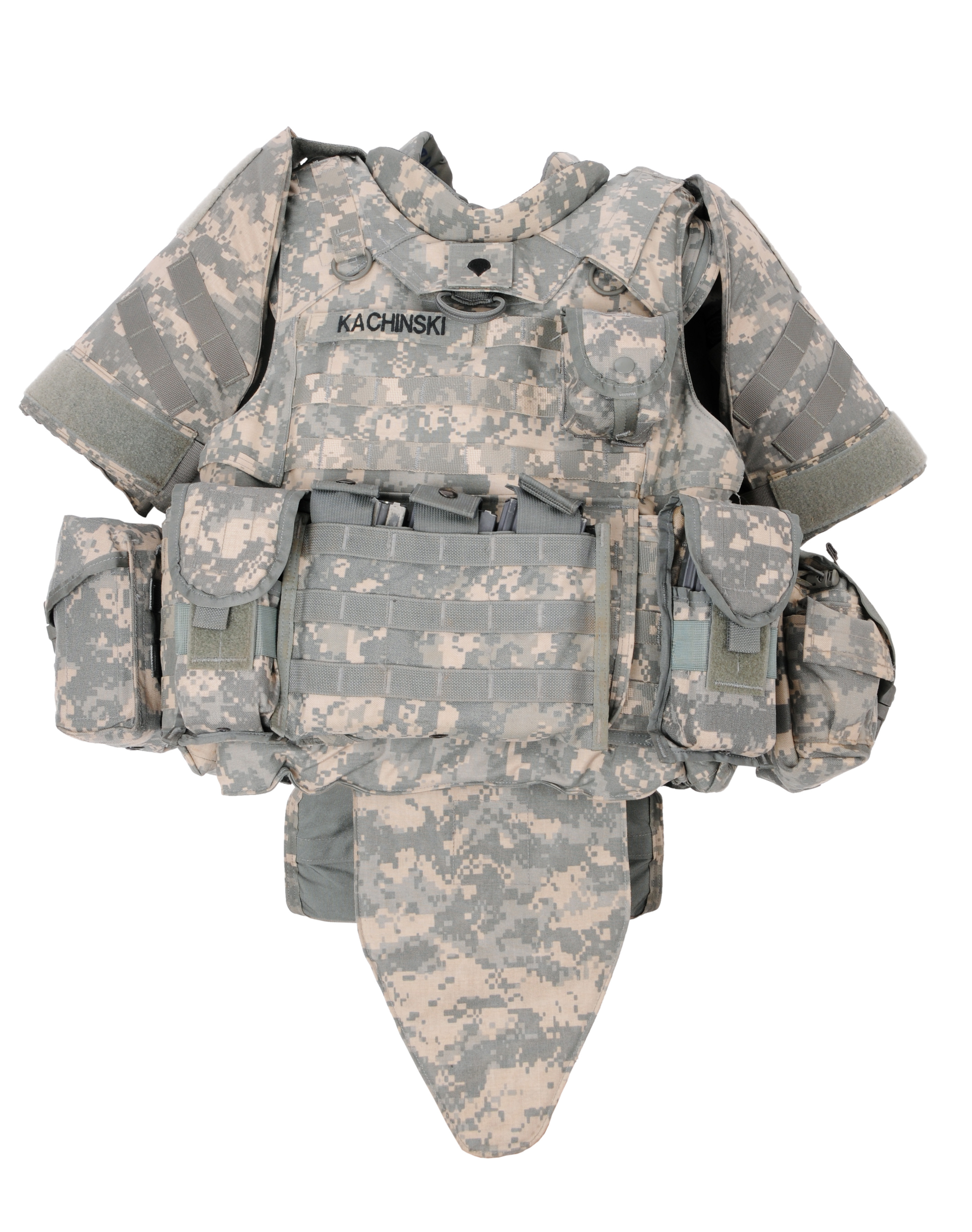
Бронежилет IOTV GEN II сухопутных войск США с подсумками, защитой плеч, паха и поясницы. Здесь рисунок камуфляжной окраски жилета Universal Camouflage

Бронежиле́т (бронево́й жиле́т, БЖ) — элемент (жилет) броневого средства индивидуальной защиты человека, обеспечивающий защиту торса (а некоторые и шеи, плеч и паха) человека от воздействия холодного и огнестрельного оружия.
Современный общевойсковой БЖ представляет из себя короткую куртку без рукавов, часто с воротником-стойкой, и создаётся из материалов, способных задерживать пули (или осколки) и поглощать (рассеивать) их энергию, тканевых (высокопрочных и высокомодульных защитных тканей таких как кевлар, арамид), металлических (из стали, сплавов титана), керамических композитных бронеэлементов-пластин (из оксида алюминия, карбида бора, карбида кремния), полиуретана.

## История

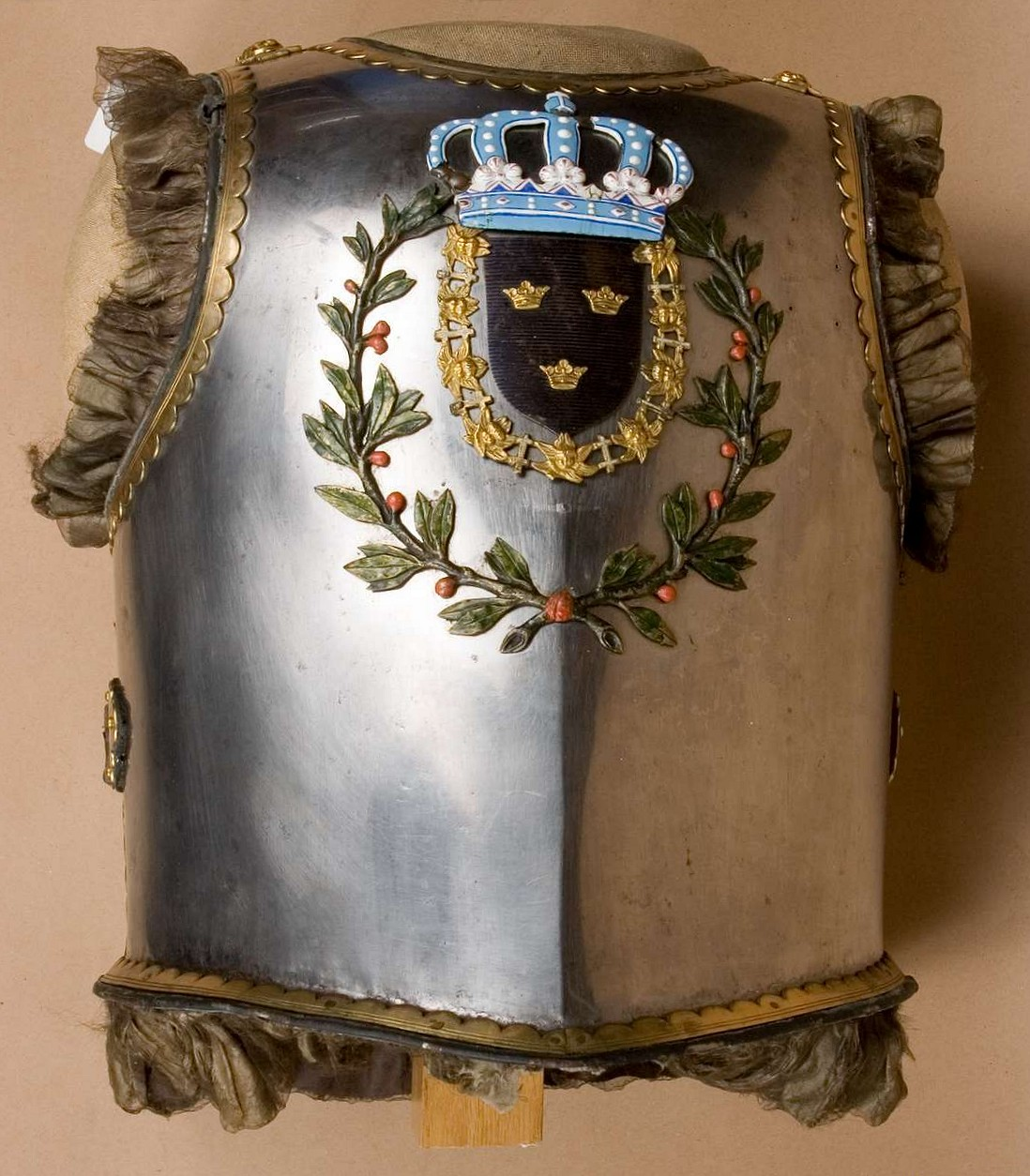
стальная кираса лейб-гвардии Швеции начала XIX века

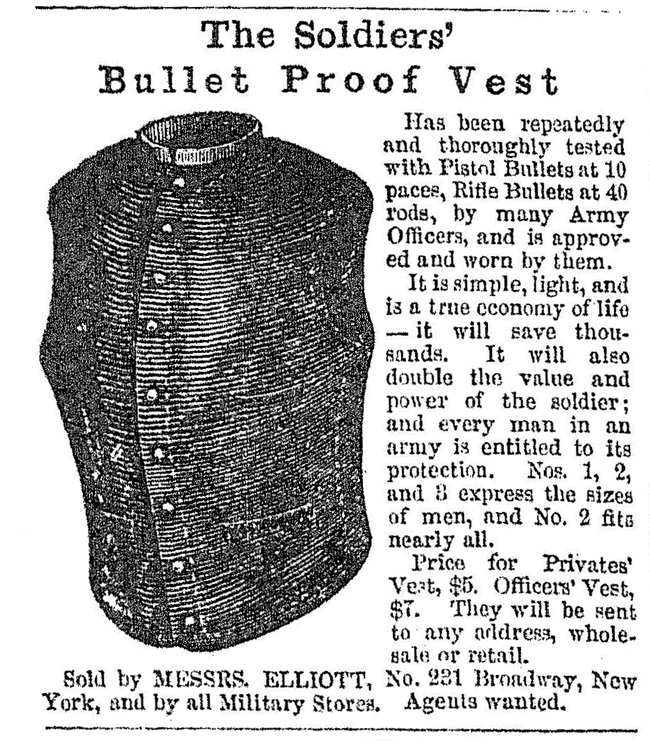
американский бронежилет 1862 года, времён гражданской войны в США

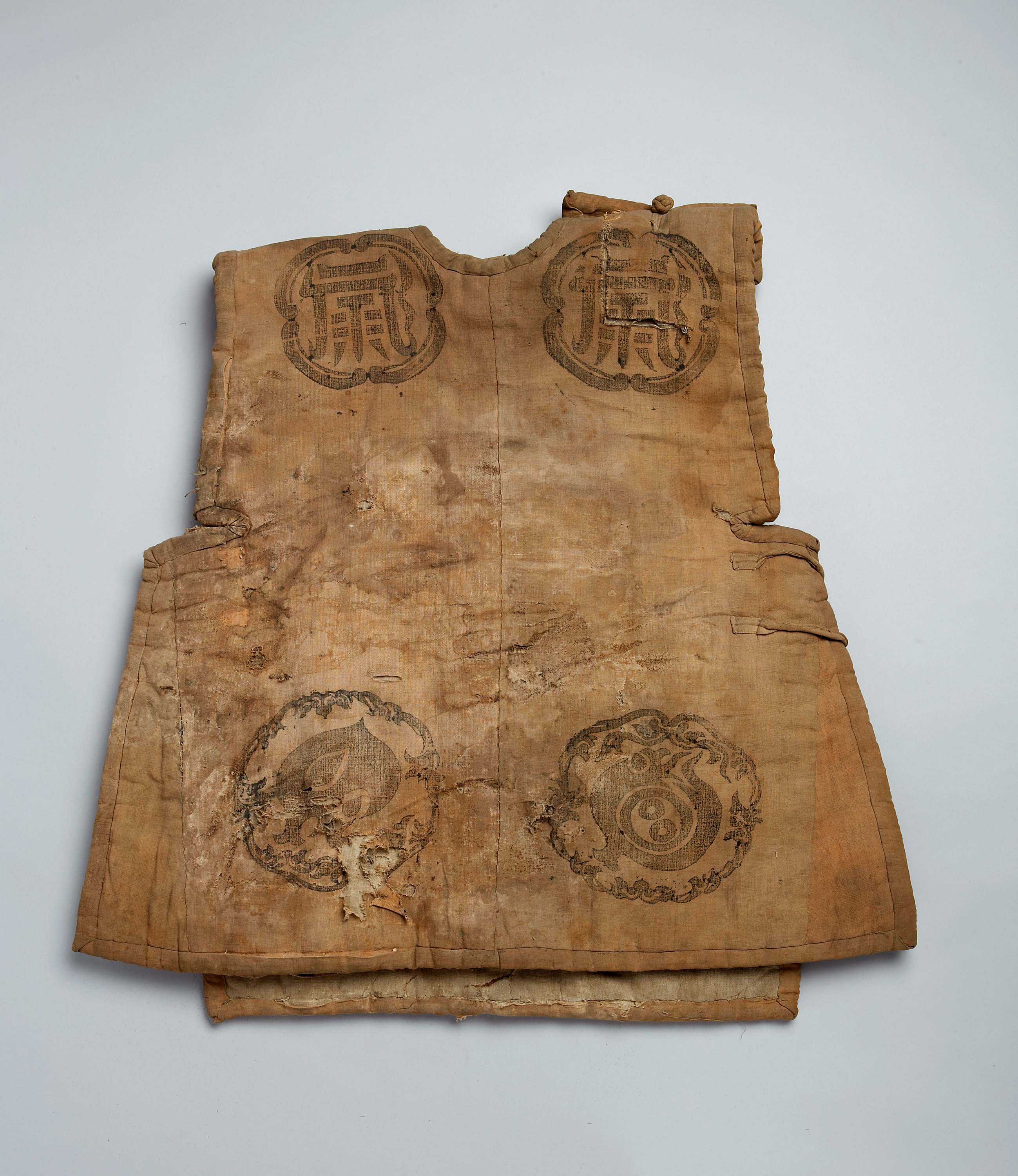
мягкий корейский бронежилет из хлопка 1866 года

Сложившийся к XVI веку европейский крупнопластинчатый латный доспех обеспечивал частичную защиту от огнестрельного оружия того времени. Качественные кирасы XVII века гарантированно не пробивались из пистолета (выстрел из пистолета в упор часто использовался при приёмке для проверки защитных свойств брони) и далеко не всегда — из лёгких ружей-аркебуз, будучи уязвимы лишь для тяжёлого мушкета. Тем не менее, технологии того времени не позволяли массово выпускать броню такого качества. Массовые доспехи, особенно пехотные, защищали от пуль намного хуже. В силу этого, а также в связи с переходом от вольнонаёмной армии к рекрутской, к началу XVIII века броня в армиях европейских государств практически полностью исчезла, сохраняясь лишь на оснащении тяжёлой кавалерии — кирасиров, а также у сапёрных подразделений.
В феодальной Японии пуленепробиваемые доспехи «намбан-гусоку» появились после развития контактов с европейцами, в середине XVI века и (поскольку каждый доспех являлся собственностью самурая и передавался от отца к сыну) использовались несколько дольше.
Относительно пулестойкости кирасы в литературе 1820-х годов приводятся следующие данные. Обычная железная кираса времён Наполеоновских войн пробивалась из ружья на любой дистанции меньше 75 саженей, а из пистолета — менее 18 саженей. Стальная кираса «из кованой немецкой стали» пробивалась из ружья только с 54 саженей, а из пистолета с 9 саженей пробивалась только половиной пуль и не пробивалась с 18 саженей. Предназначенная для сапёров тяжёлая кираса из одной передней пластины (нагрудник), «скованная из железа вместе со сталью», более толстая, чем обычная стальная, не пробивалась и с 9 саженей, хотя после 18 саженей ружейная пуля делала в ней ощутимую вмятину. При этом, выпущенная с тех же 18 саженей ружейная пуля прошивала навылет четыре поставленные друг за другом обычные железные кирасы, после чего углублялась в расположенную за ними деревянную доску на свой диаметр, или две стальные, а в третьей делала углубление.
Таким образом, защитные свойства брони сильно зависели от её качества, а, стало быть, и стоимости: качественная броня из закалённой стали обладала вполне приличной пулестойкостью, чего вовсе нельзя было сказать о массовой продукции, условно защищавшей лишь от пистолетных пуль или случайных ружейных на самом излёте их траектории.
В Российской империи кирасы были введены в 1731 году, в 1914 году они оставались на вооружении четырёх гвардейских кирасирских полков (после начала Первой мировой войны объединённых в гвардейскую Кирасирскую дивизию, которая была направлена на Северо-Западный фронт).
Во Франции последний образец кирасы обр. 1883 года оставался на вооружении кирасиров до зимы 1914—1915 года, когда кирасирские полки были преобразованы в пехоту.

### 1890—1940-е годы

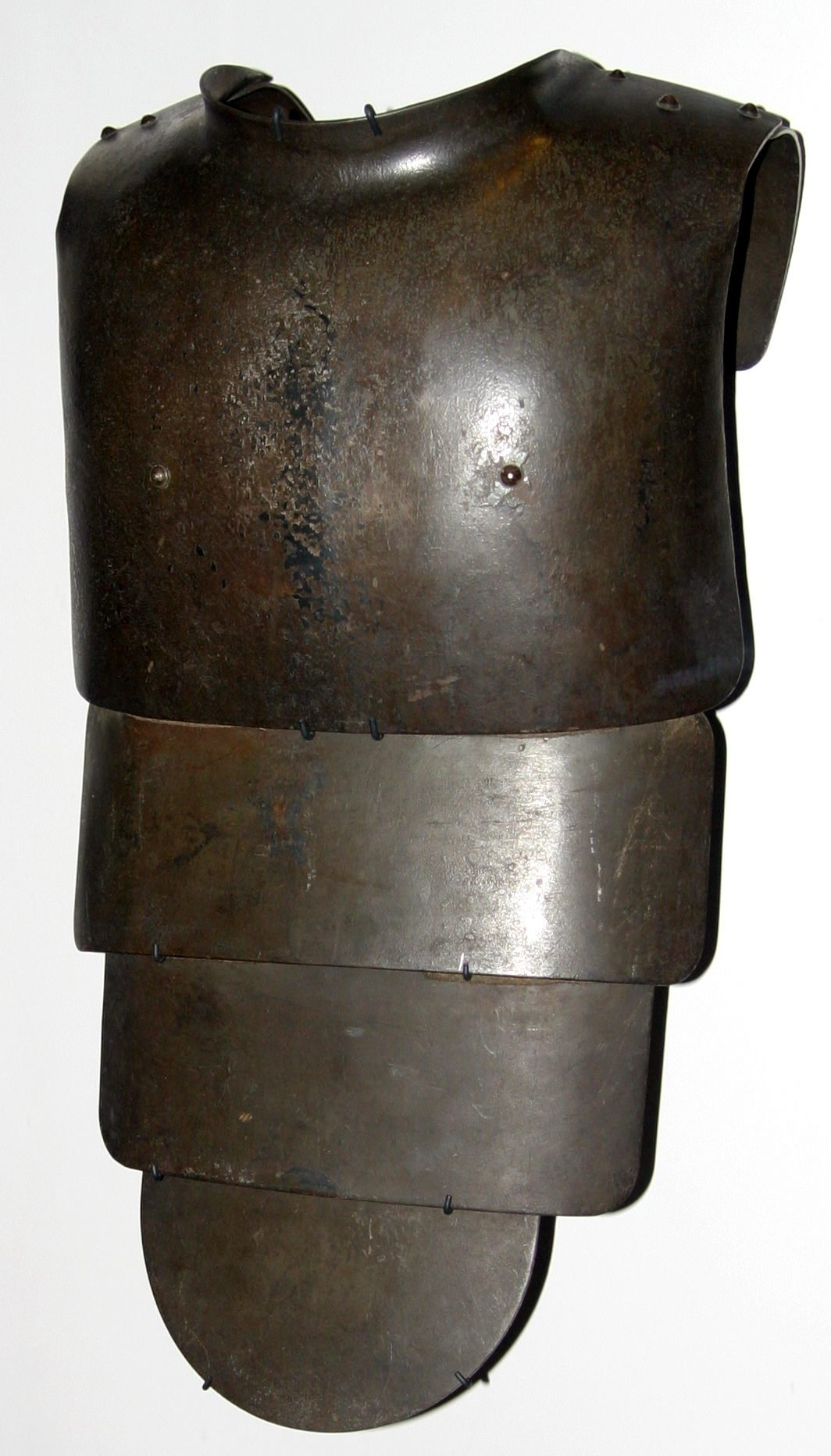
Немецкая кираса Infanterie-Panzer 1918 год, Первая мировая война.

Противопулевые жилеты скрытого ношения, собранные из стальных пластин, появились к началу 1890-х годов (в марте 1891 года состоялось покушение на премьер-министра Болгарии С. Стамболова, который выжил благодаря надетому бронежилету, остановившему револьверные пули).

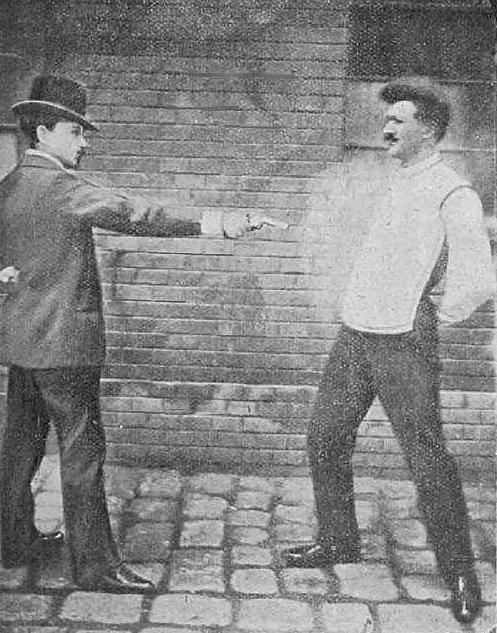
презентация бронежилета 1901 год

После убийства президента США Уильяма МакКинли в сентябре 1901 года вопрос о возможности создания средств защиты от выстрелов из огнестрельного оружия рассматривали на заседании конгресса США.
В 1905 году капитан инженерных войск А. А. Чемерзин представил 5-фунтовый металлический панцирь, с расстояния в 5 шагов защищавший от выстрелов из револьвера «наган» казённого образца, пистолетов «парабеллум» и «браунинг». «Панцири» в количестве 1300 шт. поступили на снабжение полиции Москвы и Санкт-Петербурга.
В 1907 году более совершенный панцирь из «проволочного войлока» (плотно спрессованной тонкой стальной проволоки) предложил полковник В. Ф. Галле, в конструкции была предусмотрена амортизирующая ватная подкладка, но масса изделия составляла 19 — 21 фунтов. Панцирь Галле прошёл испытания и был разрешён к приобретению офицерами полиции за счёт личных средств, но на снабжение не поступил.
В ходе Первой мировой войны для защиты пехотинцев были разработаны несколько вариантов металлических кирас, нагрудников и доспехов, однако широкого распространения они не получили — они либо не обеспечивали достаточный уровень защиты, либо получались слишком громоздкими и тяжёлыми:
- английский жилет «Dayfield Day Shield’ Body Armour», изготовленный по образцу средневековой бригантины, был удобен в ношении, но обеспечивал только защиту от осколков.
- немецкий нагрудник Sappenpanzer обр. 1916 года весил 10,3 кг, но останавливал винтовочную пулю, выпущенную с дистанции не менее 500 метров.
- американский комплект «Brewster Body Shield», состоявший из глухого шлема и кирасы, весил 18 кг, но останавливал винтовочные пули, попавшие в торс или в голову. При этом сзади защита отсутствовала.[6]

Разработанный в конце войны британский жилет Chemico body shield имел защитный чехол из ткани цвета хаки, делавший пехотинца в защитном снаряжении менее заметным на местности.

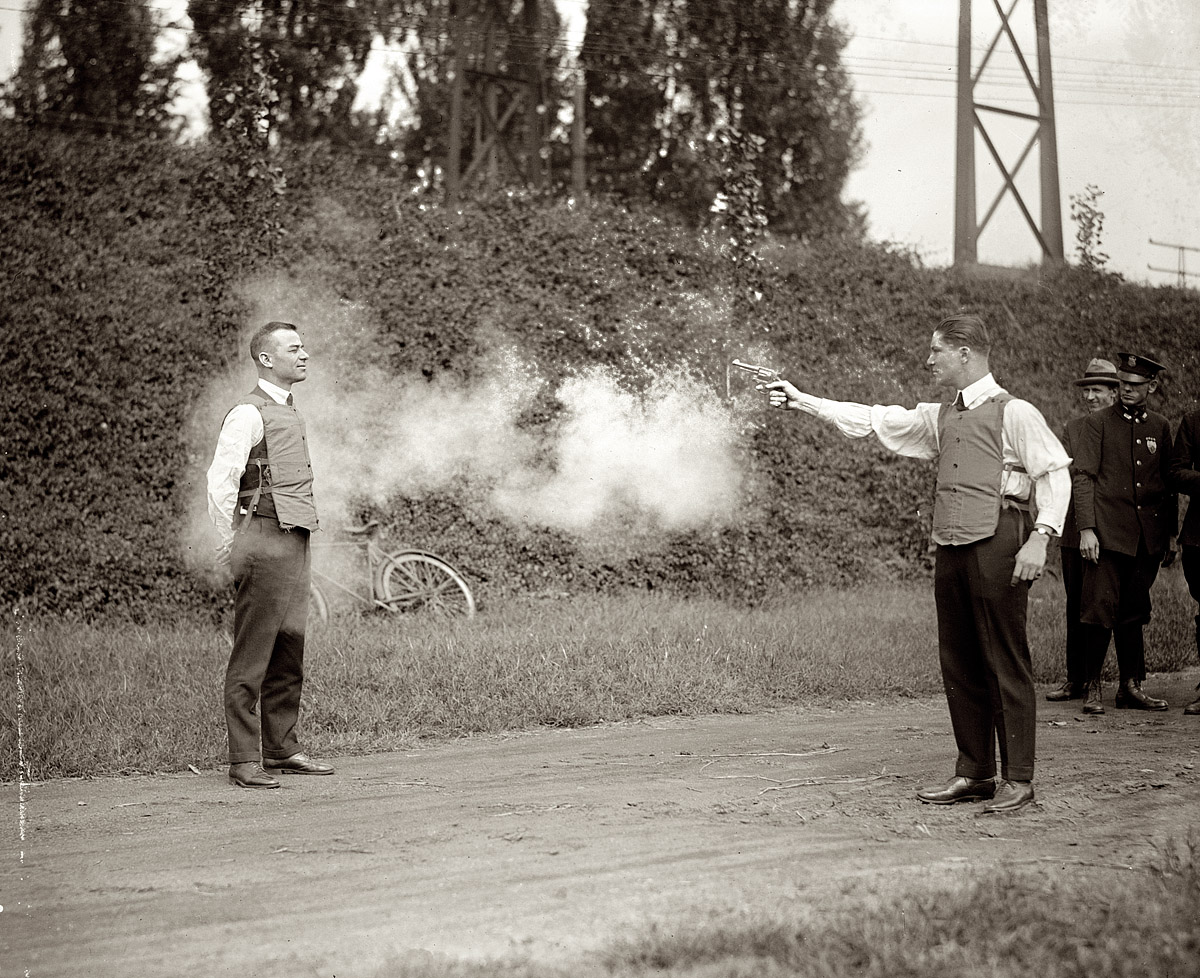
презентация бронежилета (Вашингтон, сентябрь 1923 года)

В 1920-е — 1930-е годы в США имели место случаи изготовления низкотехнологичных «бронежилетов» из металлических пластин и нескольких слоёв плотной шерстяной ткани. Такие жилеты обеспечивали защиту от низкоскоростных пистолетных пуль.

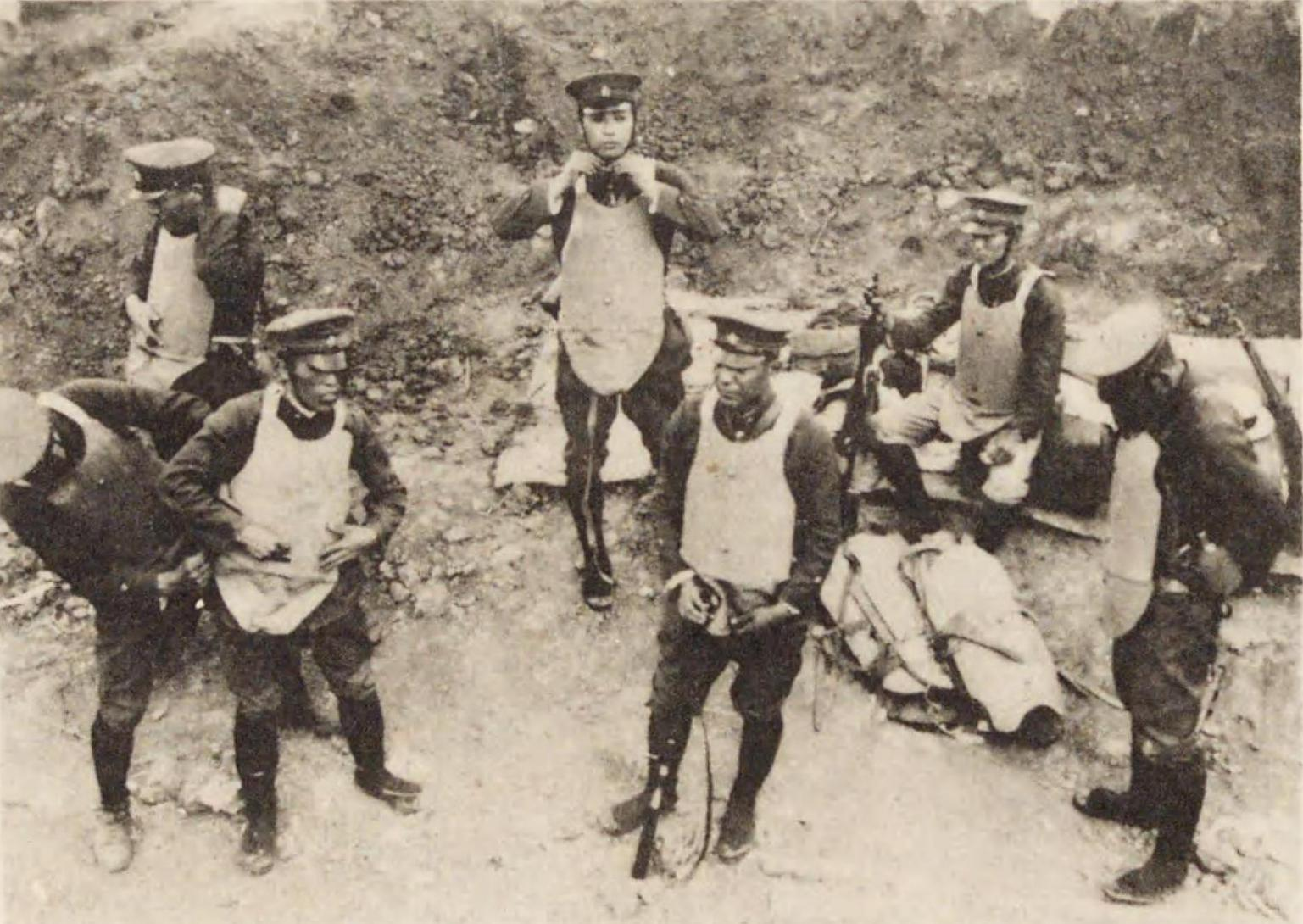
Японские полицейские в пуленепробиваемых жилетах (июль 1931)

В 1931 году для полиции Чикаго купили партию стальных пластин «Heart guard» (плоская пластина массой 7 унций вкладывалась в нагрудный карман униформы и должна была обеспечивать защиту от выстрела из револьвера в сердце).

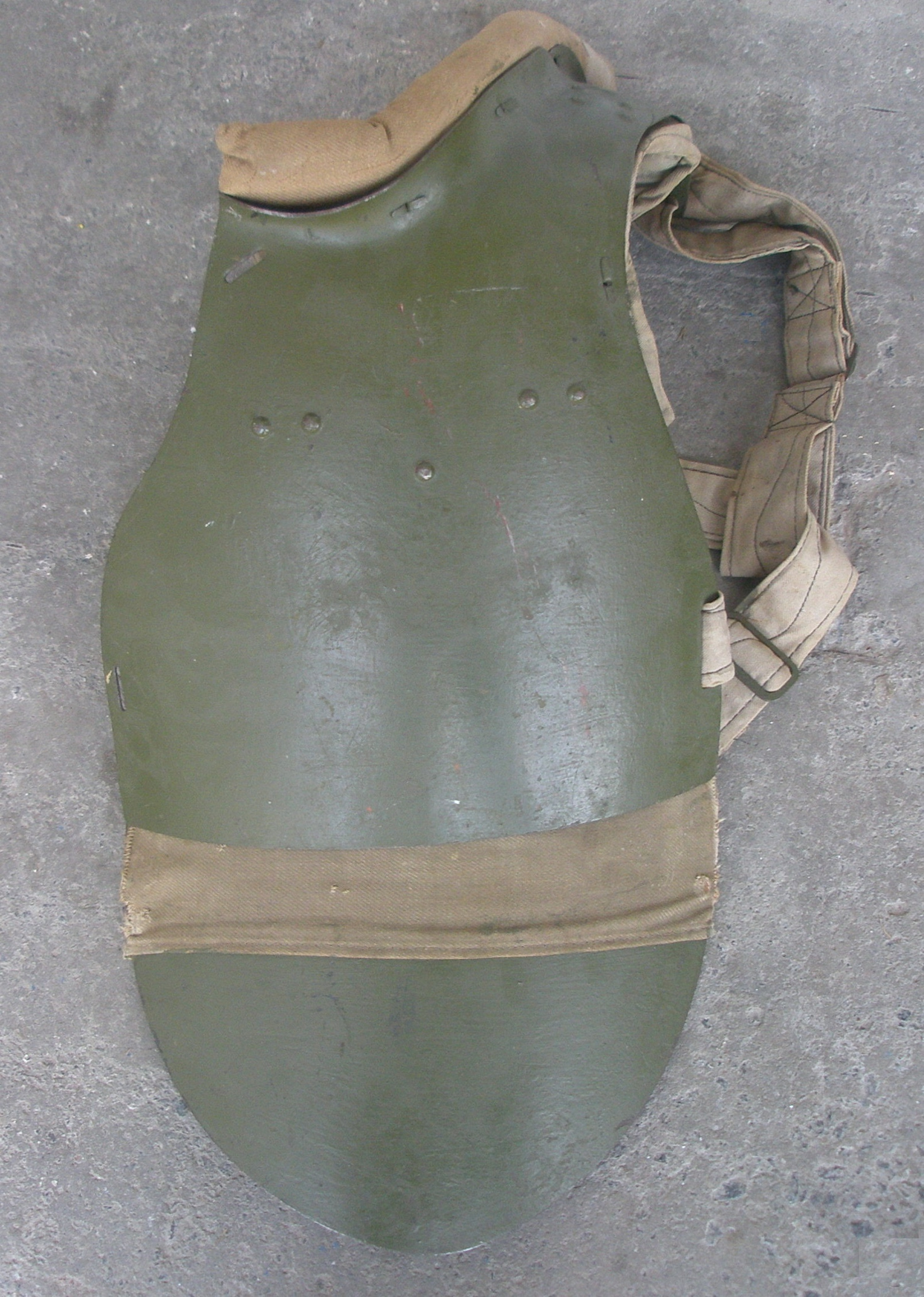
Стальной нагрудник СН-42. Вид спереди

В ходе Второй мировой войны были вновь предприняты попытки повысить защиту военнослужащих: помимо экспериментальных образцов, в СССР для личного состава штурмовых инженерно-сапёрных бригад был создан противопульный стальной нагрудник.
- 1 июля 1940 года в наркомат обороны СССР поступило изобретение П. И. Максимова — «бронированная одежда» (представлявшая собой жилет, составленный из нескольких горизонтальных рядов скреплённых между собой стальных пластин размером от 10 до 15 см на мягкой матерчатой основе, надеваемый поверх обмундирования), которая была предложена им в качестве замены стальных нагрудников[11]

В том же 1940 году стало известно об обсуждении вопроса о возможности создания брони для пехотинцев в Великобритании.
В 1942 году защитные противоосколочные жилеты для экипажей бомбардировщиков поступили на снабжение ВВС США и Великобритании (M1 Flyers Vest) («flak vest»"), несколько вариантов металлических защитных панцирей использовали солдаты армии Японии.

### 1950—1980-е годы
Начало широкого применения противоосколочных бронежилетов относят к периоду войны в Корее (1951—1953). Исследования, проведенные минобороны США, показали, что до 70 процентов всех ранений приходилось на область от шеи до паха, причем в большинстве случаев поражающими элементами являются лёгкие (и наиболее массовые) осколки мин, снарядов, гранат и авиационных бомб, обладающие сравнительно небольшой кинетической энергией. В США пришли к выводу, что можно существенно снизить потери, оснастив личный состав бронежилетами, защитные элементы которых текстильные (тканевые) выполнены из ряда слоёв (12 — 18) синтетической высокопрочной ткани — полиамида, в США нейлона («нейлон Т-728»).
Масса одного из первых, ставших стандартным, жилета Корпуса морской пехоты США (M1951 USMC Armored Vest), выпущенным в количестве 31 тыс. шт., составляла 3,51 кг. Защитная часть M1951 изготовлена из многослойной нейлоновой ткани (тканевые пакеты), жилет мог усиливаться несколькими алюминиевыми или стеклопластиковыми пластинами-вставками. Следующий вариант (М1952) был изготовлен из 12 слоёв баллистического нейлона в водонепроницаемом тканевом чехле из винила, его масса 3,6 кг.
В ходе войны в Индокитае 1945-1954 гг. французское военное командование 14 апреля 1954 года запросило США о поставке бронежилетов для гарнизона Дьенбьенфу. 27 апреля 1954 года доставленные из США тюки с бронежилетами были сброшены с самолётов над Дьенбьенфу - одна партия упала в расположении Вьетнамской Народной армии (и их дальнейшая судьба неизвестна), остальные 300 шт. распределили среди личного состава (их получили артиллерийские расчёты, десантники и военнослужащие Иностранного легиона).
Распространение бронежилетов в вооружённых силах США приходится на период войны во Вьетнаме 1964—1973 годов — в 1955 году был принят на вооружение бронежилет M-1955, однако стандартным жилетом в это время становится противоосколочный нейлоновый жилет M-69 Fragmentation Protective Body Armor массой 3,85 кг.
Одновременно в США шли работы по созданию элементов защитного снаряжения для экипажей вертолётов, поскольку до 80 процентов вертолётов и легкомоторных самолётов, сбитых над Южным Вьетнамом, были сбиты огнём из стрелкового оружия. В 1966 году в войска начали поставлять принципиально новый тип бронезащиты — керамико-пластиковую комбинированную броню для экипажей вертолётов. Разработка такой брони и её оперативное освоение промышленностью США было инициировано организацией DARPA. В 1967 году такая бронезащита в виде элементов локального бронирования ЛА и защитных элементов БЖ была поставлена в строевые части армейской авиации США, дислоцированные в Южном Вьетнаме.
В СССР один из первых послевоенных бронежилетов для сухопутных войск, по заданию ГРАУ, 6Б1 был разработан в 1954 году во Всесоюзном Институте Авиационных Материалов (ВИАМ). В 1957 году жилет был принят на снабжение вооружённых сил, но в массовое производство не пошёл (всего было изготовлено около 1500 шт.). В 1978 году во ВНИИСтали под иные требования ГРАУ был разработан более совершенный жилет 6Б2.
Во время бомбардировок Демократической Республики Вьетнам авиацией США во второй половине 1960х годов особенно интенсивным бомбардировкам подвергалась Ханойская электростанция - обеспечивавшая электроэнергией столицу страны и имевшая стратегическое значение. Так как оборону этой электростанции обеспечивало значительное количество зенитных орудий и пулемётных расчётов столичного района ПВО, которые не позволяли самолётам ВВС США произвести точное бомбометание с малых высот, на электростанцию сбрасывали осколочные и шариковые бомбы, взрывавшиеся с образованием большого количества небольших по размеру стальных осколков. Кроме того, было установлено, что помимо металлических осколков авиабомб опасность для людей представляют мелкие вторичные осколки (разбитое оконное стекло, деревянные щепки и др.). В результате, рабочие этой электростанции получили стальные каски, а в конце 1960х годов - специальное защитное снаряжение, обеспечивавшее защиту от осколков (один такой жилет является экспонатом военного музея в Ханое).
В СССР в начале 1970-х годов (жилет ЖЗТ-71) и на Западе начиная с 1960-х («Barrier Vest» и ряд других в США и Европе) были разработаны первые специализированные бронежилеты для сотрудников правоохранительных органов.
В начале 1980-х годов в США (бронезащитный комплект PASGT) и СССР (6Б2, 6Б3-01 и 6Б4) были созданы первые общевойсковые бронежилеты на основе кевлара (его советского аналога — ткани ТСВМ-ДЖ).
В 1982 году в США были созданы средства защиты скрытого ношения, внешне не отличавшиеся от обыкновенной одежды: жилет и куртка с подкладкой из нескольких слоёв баллистической ткани «кевлар Игл», которые обеспечивали защиту от выстрелов из револьвера .38-го калибра.

### 1990—2000-е годы
Новый этап в развитии бронежилетов начался в 1990-е годы.
Война в Персидском заливе (1991 год) инициировала разработку модульных средств индивидуальной защиты, позволявших на основе стандартных элементов экипировки формировать различные типовые конфигурации в зависимости от боевой задачи и предназначения солдат (специальности).
С конца 1999 года на снабжение сухопутных войск и морской пехоты США стали поступать новые противопульные и противоосколочные бронежилеты (Interceptor) с защитными вставками из комбинированной брони. Вооружённые силы США впервые получили штатный массовый бронежилет с противопульной защитой жизненно важных органов.
В 2006 году командование Армии США начало исследования по созданию новой системы индивидуальной броневой защиты (Next Generation Body Armor System), предназначенной для замены OTV; с 2007 года в Корпус морской пехоты поставляются новые бронежилеты MTV (Modular Tactical Vest).
В 2007 году армия США получила усовершенствованный бронежилет IOTV (Improved OTV) с увеличенной площадью защиты.
На постсоветском пространстве к началу 1990-х годов основным типом бронежилетов являлись советские бронежилеты серии «Улей» (6Б4 и 6Б5) образца 1984—1985 годов, но в дальнейшем развитие средств индивидуальной защиты застопорилось, финансирование многих перспективных проектов было свернуто.
В России, производство и исследования в этой сфере стали децентрализованными. Тем не менее, в 1990-е годы в рамках программы ОКР «Бармица» были разработаны и в 1999—2000 годы — приняты на снабжение ВС России новые бронежилеты 6Б11, 6Б12, 6Б13, 6Б17 и 6Б18. Однако снабжение вооружённых сил новым средством защиты в необходимом объёме было затруднено по экономическим причинам. В 2003 году на замену жилетов 6Б11, 6Б12 и 6Б17 был принят на снабжение унифицированный жилет 6Б23.
В настоящее время на снабжении вооружённых сил, внутренних войск и иных силовых ведомств России состоит достаточно широкая номенклатура бронежилетов различного назначения. Кроме того, выпускаются защитные «бронежилеты» для служебных собак.

## Современное состояние

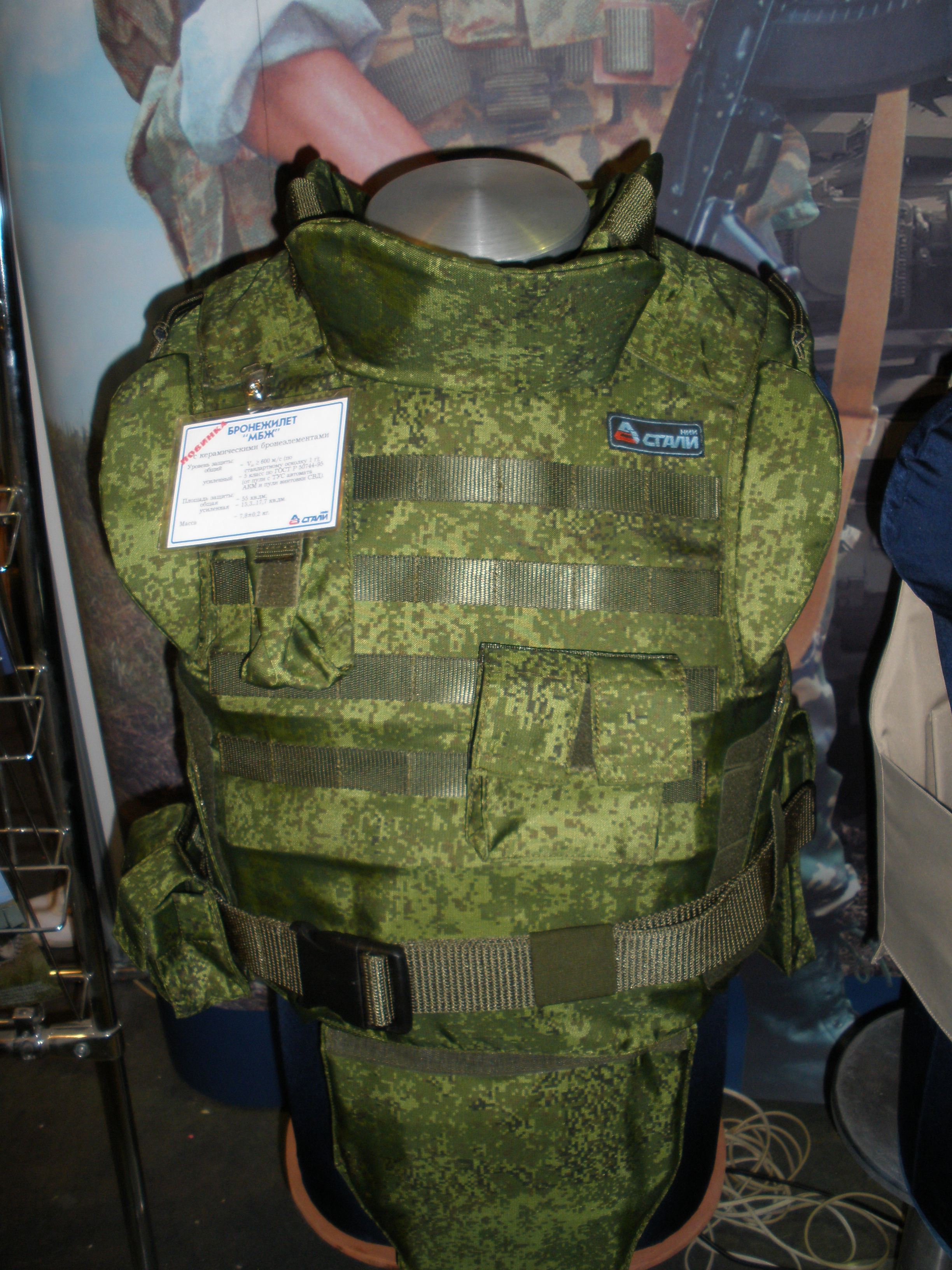
Противопульный бронежилет МБЖ, разработка АО «НИИ Стали», 2010 год.
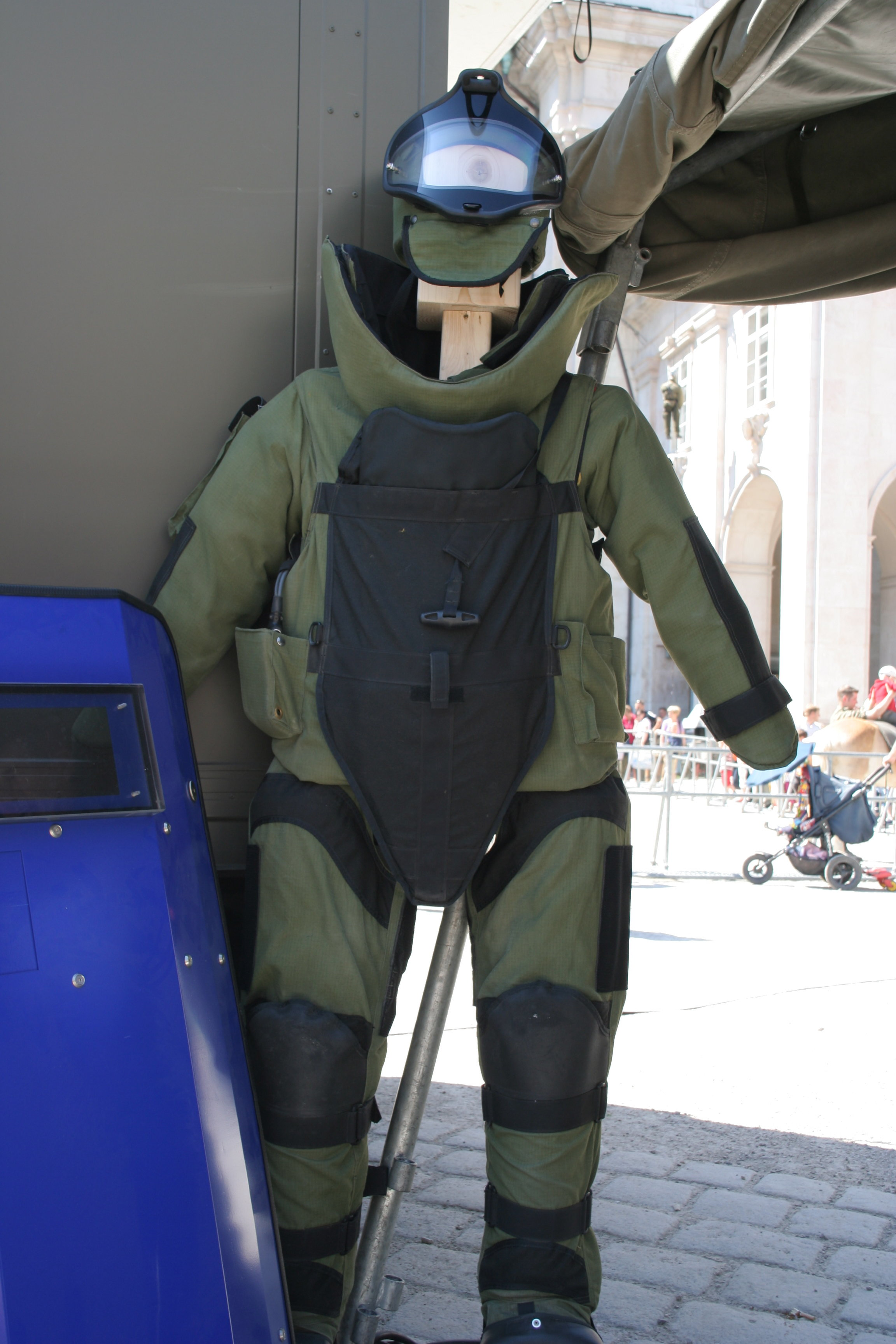
Броневой костюм сапёров для разминирования, манекен
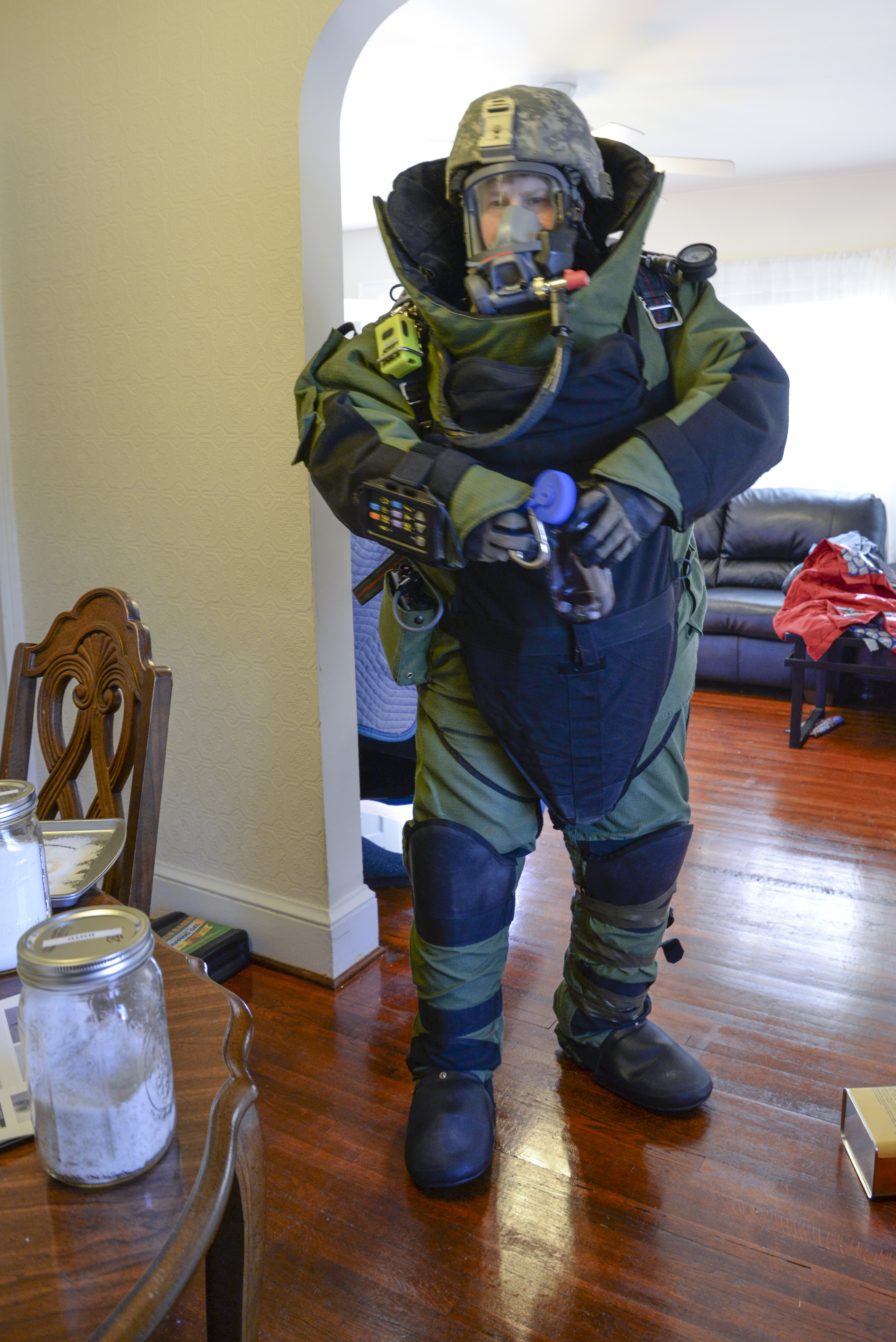
костюм сапёра для разминирования
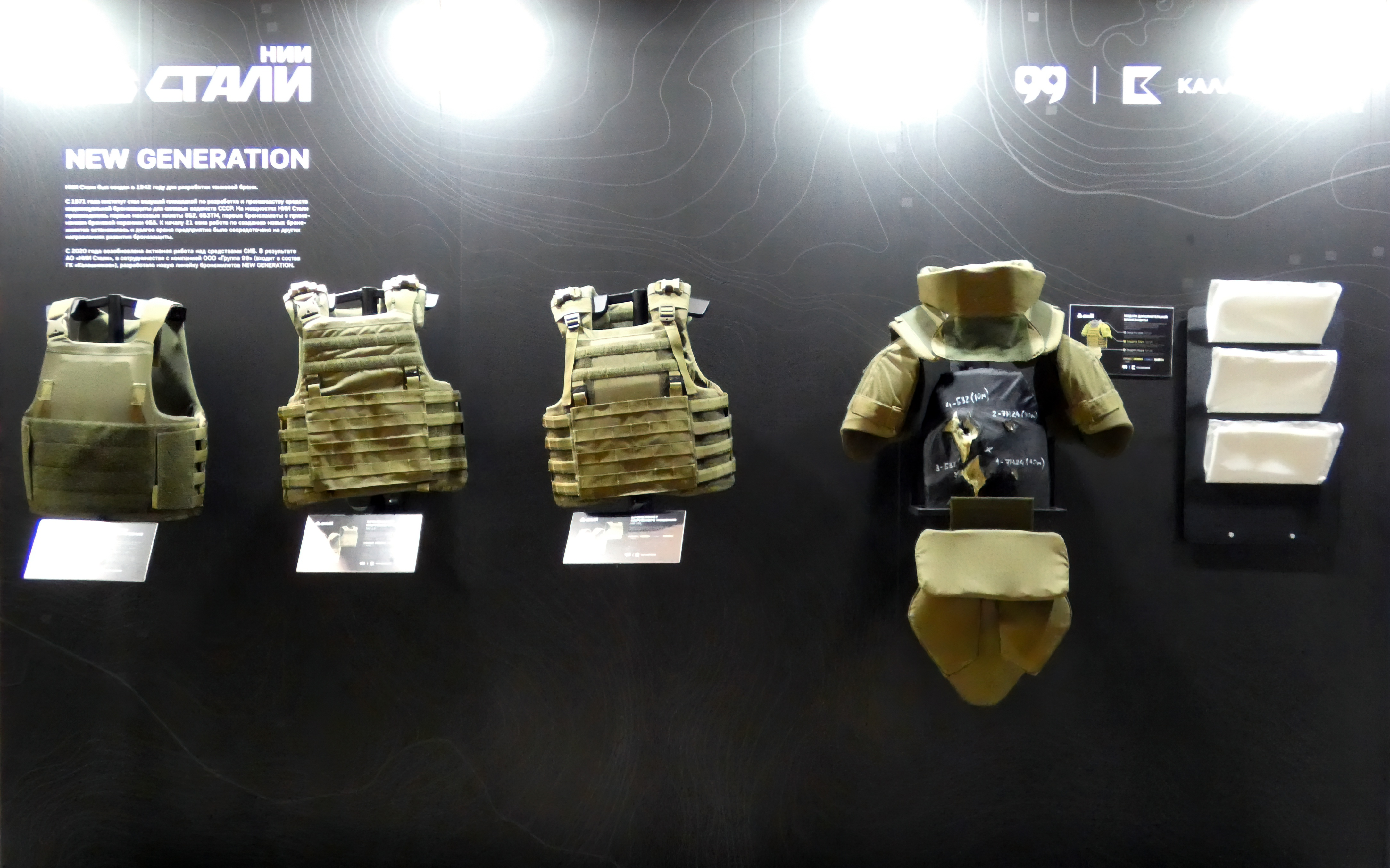
различные виды бронежилетов

В настоящее время совершенствование средств индивидуальной защиты развивается по нескольким направлениям:
- вместо создания универсальных образцов идёт разработка специализированных моделей бронежилетов, в зависимости от сферы их применения стандартизация элементов и модульность конструкции делает возможным изменение характеристик защитного снаряжения;
- применяется более выраженная дифференциация по уровню защиты различных зон в зависимости от их уязвимости;
- происходит повышение уровня защиты, уменьшение массы защитных элементов, в том числе, за счёт использования новых материалов, например — сверхвысокомолекулярного полиэтилена;
- внедряется защита от небаллистических поражающих факторов: некоторые модели современных бронежилетов имеют огнеупорное покрытие из номекс («nomex») или специальной ткани «Thor Shield» для защиты от электрического тока[23].
- заметно стремление к увеличению площади защиты: в конструкции современных броневых жилетов нередко включены дополнительные элементы: наплечники; бронированный ворот (при ранении в шею боец может погибнуть[24]); защита паховой области; колен, задней части бёдер[25], боковые панели; амортизирующие удар «противошоковые» вставки.
- в конструкции предусмотрены дополнительные элементы для размещения оружия, боеприпасов, медицинских средств, оборудования и аксессуаров: например, внутренние каналы для проводов средств связи[26].

Существуют бронежилеты для женщин, детей, медиков, журналистов, политиков, полиции, военных, пожарных, коммунальных служб, охотников и др.

## Классы защиты
Действие пули принято обозначать классом защиты, который устанавливают, исходя из калибра, типа, массы и скорости пули.
Основной класс бронежилета определяется классом жёсткой бронеплиты.
Баллистические требования к бронежилетам для вооружённых сил и полиции, в основном, установлены государственными стандартами (например, стандартом Полицейского управления ФРГ, Национальным институтом юстиции США и т. д.). В России они разработаны при участии Всероссийского НИИ стандартизации Госстандарта России.
Класс защиты устанавливается, исходя из защиты бронежилета как сердечником пули, так и её оболочкой (рубашкой), иначе говоря, если бронежилет пробивается сердечником пули (который имеет обычно значительно большую пробивную способность, чем оболочка пули), он всё ещё может защитить от пробития остальной пулей.
По российскому ГОСТ Р 50744-95 (c учётом изменений от 01.09.2002) бронежилеты разделяются на следующие классы защиты:
| \| Класс \| Средство поражения \| Патрон \| Тип сердечника \| Масса пули(г) \| Скорость (м/с) \| Дистанция (м) \| \| Специальный \| Холодное оружие \| - \| - \| - \| Энергия удара 40-45 Дж \| - \| \| 1 \| Пистолет Макарова (ПМ) \| 9 мм пистолетный патрон 57-Н-181С с пулей Пст \| Стальной \| 5,9 \| 305-325 \| 5 \| \| 1 \| Револьвер типа “Наган” \| 7,62 мм револьверный патрон 57-Н-122 с пулей Р \| Свинцовый \| 6,8 \| 275-295 \| 5 \| \| 2 \| Пистолет самозарядный малогабаритный (ПСМ) \| 5,45 мм пистолетный патрон 7Н7 с пулей Пст \| Стальной \| 2,5 \| 310-335 \| 5 \| \| 2 \| Пистолет Токарева (ТТ) \| 7,62 мм пистолетный патрон 57-Н-132 (57-Н-134) с пулей П \| Свинцовый \| 5,5 \| 415-445 \| 5 \| \| 2а \| Охотничье ружьё 12-го калибра \| 18,5 мм ружейный патрон \| Свинцовый \| 35,0 \| 390-410 \| 5 \| \| 3 \| АК-74 \| 5,45 мм патрон 7Н6 с пулей ПС \| Стальной \| 3,4 \| 890-910 \| 5-10 \| \| 3 \| АКМ \| 7,62 мм патрон 57-Н-231 с пулей ПС \| Стальной \| 7,9 \| 710-740 \| 5-10 \| \| 4 \| АК-74 \| 5,45 мм патрон 7Н10 с пулей ПП \| Стальной термоупрочнённый \| 3,6 \| 890-910 \| 5-10 \| \| 5 \| СВД \| 7,62 мм патрон 57-Н-323С с пулей ЛПС \| Стальной \| 9,6 \| 820-840 \| 5-10 \| \| 5 \| АКМ \| 7,62 мм патрон 57-Н-231 с пулей ПП \| Стальной термоупрочнённый \| 7,9 \| 710-740 \| 5-10 \| \| 5а \| АКМ \| 7,62 мм патрон 57-БЗ-231 с пулей БЗ \| Специальный \| 7,4 \| 720-750 \| 5-10 \| \| 6 \| СВД \| 7,62 мм патрон 7Н-13 с пулей СТ-М2 \| Стальной термоупрочнённый \| 9,6 \| 820-840 \| 5-10 \| \| 6а \| СВД \| 7,62 мм патрон 7-БЗ-3 с пулей Б-32 \| Специальный \| 10,4 \| 800-835 \| 5-10 \| |                                            |                                                          |                           |               |                        |               |
| Класс | Средство поражения                         | Патрон                                                   | Тип сердечника            | Масса пули(г) | Скорость (м/с)         | Дистанция (м) |
| Специальный | Холодное оружие                            | -                                                        | -                         | -             | Энергия удара 40-45 Дж | -             |
| 1 | Пистолет Макарова (ПМ)                     | 9 мм пистолетный патрон 57-Н-181С с пулей Пст            | Стальной                  | 5,9           | 305-325                | 5             |
| 1 | Револьвер типа “Наган”                     | 7,62 мм револьверный патрон 57-Н-122 с пулей Р           | Свинцовый                 | 6,8           | 275-295                | 5             |
| 2 | Пистолет самозарядный малогабаритный (ПСМ) | 5,45 мм пистолетный патрон 7Н7 с пулей Пст               | Стальной                  | 2,5           | 310-335                | 5             |
| 2 | Пистолет Токарева (ТТ)                     | 7,62 мм пистолетный патрон 57-Н-132 (57-Н-134) с пулей П | Свинцовый                 | 5,5           | 415-445                | 5             |
| 2а | Охотничье ружьё 12-го калибра              | 18,5 мм ружейный патрон                                  | Свинцовый                 | 35,0          | 390-410                | 5             |
| 3 | АК-74                                      | 5,45 мм патрон 7Н6 с пулей ПС                            | Стальной                  | 3,4           | 890-910                | 5-10          |
| 3 | АКМ                                        | 7,62 мм патрон 57-Н-231 с пулей ПС                       | Стальной                  | 7,9           | 710-740                | 5-10          |
| 4 | АК-74                                      | 5,45 мм патрон 7Н10 с пулей ПП                           | Стальной термоупрочнённый | 3,6           | 890-910                | 5-10          |
| 5 | СВД                                        | 7,62 мм патрон 57-Н-323С с пулей ЛПС                     | Стальной                  | 9,6           | 820-840                | 5-10          |
| 5 | АКМ                                        | 7,62 мм патрон 57-Н-231 с пулей ПП                       | Стальной термоупрочнённый | 7,9           | 710-740                | 5-10          |
| 5а | АКМ                                        | 7,62 мм патрон 57-БЗ-231 с пулей БЗ                      | Специальный               | 7,4           | 720-750                | 5-10          |
| 6 | СВД                                        | 7,62 мм патрон 7Н-13 с пулей СТ-М2                       | Стальной термоупрочнённый | 9,6           | 820-840                | 5-10          |
| 6а | СВД                                        | 7,62 мм патрон 7-БЗ-3 с пулей Б-32                       | Специальный               | 10,4          | 800-835                | 5-10          |

Каждый следующий класс защищает и от оружия всех предыдущих классов, за исключением класса 2А — последующие классы не проходят требования по запреградной травме.
Кроме того, существуют специальные бронежилеты:
- для защиты от холодного оружия;
- тяжёлые бронекостюмы для сапёров.

С 1 июля 2014 года действуют новые требования к СИБЗ. Стандарт существенно изменился, появятся три класса для защиты от пистолетных пуль и один класс для защиты от крупнокалиберных боеприпасов.
Классы защиты по ГОСТ Р 50744-95, вступившие в силу в 2014 году
| \| Класс \| Средство поражения \| Патрон \| Тип сердечника \| Масса пули (г) \| Скорость (м/с) \| Дистанция (м) \| \| 1 \| Автоматический пистолет Стечкина (АПС) \| 9х18 мм 57-Н-181С с пулей Пст \| Стальной \| 5,9 \| 345 \| 5 \| \| 2 \| Пистолет "Вектор" (СР-1) \| 9х21 мм СП-11 (7Н28) с пулей П \| Свинцовый \| 7,93 \| 400 \| 5 \| \| 3 \| Пистолет Ярыгина (ПЯ) \| 9х19 мм 7Н21 с пулей Пст \| Стальной термоупрочнённый \| 5,2 \| 465 \| 5 \| \| 4 \| Автомат АК-74 \| 5,45×39 мм 7Н10 с пулей ПП \| Стальной термоупрочнённый \| 3,5 \| 910 \| 10 \| \| 4 \| Автомат АКМ \| 7,62х39 мм 57-Н-231 с пулей ПС \| Стальной термоупрочнённый \| 7,9 \| 735 \| 10 \| \| 5 \| Винтовка СВД \| 7,62×54 мм 7Н13 с пулей ПП \| Стальной термоупрочнённый \| 9,4 \| 845 \| 10 \| \| 5 \| Винтовка СВД \| 7,62×54 мм 7-БЗ-3 с пулей Б-32 \| Стальной термоупрочнённый \| 10,4 \| 825 \| 10 \| \| 6 \| Винтовка ОСВ-96 \| 12,7х108 мм 57-БЗ-542 с пулей Б-32 \| Стальной термоупрочнённый \| 48,2 \| 850 \| 50 \| |                                        |                                    |                           |                |                |               |
| Класс | Средство поражения                     | Патрон                             | Тип сердечника            | Масса пули (г) | Скорость (м/с) | Дистанция (м) |
| 1 | Автоматический пистолет Стечкина (АПС) | 9х18 мм 57-Н-181С с пулей Пст      | Стальной                  | 5,9            | 345            | 5             |
| 2 | Пистолет "Вектор" (СР-1)               | 9х21 мм СП-11 (7Н28) с пулей П     | Свинцовый                 | 7,93           | 400            | 5             |
| 3 | Пистолет Ярыгина (ПЯ)                  | 9х19 мм 7Н21 с пулей Пст           | Стальной термоупрочнённый | 5,2            | 465            | 5             |
| 4 | Автомат АК-74                          | 5,45×39 мм 7Н10 с пулей ПП         | Стальной термоупрочнённый | 3,5            | 910            | 10            |
| 4 | Автомат АКМ                            | 7,62х39 мм 57-Н-231 с пулей ПС     | Стальной термоупрочнённый | 7,9            | 735            | 10            |
| 5 | Винтовка СВД                           | 7,62×54 мм 7Н13 с пулей ПП         | Стальной термоупрочнённый | 9,4            | 845            | 10            |
| 5 | Винтовка СВД                           | 7,62×54 мм 7-БЗ-3 с пулей Б-32     | Стальной термоупрочнённый | 10,4           | 825            | 10            |
| 6 | Винтовка ОСВ-96                        | 12,7х108 мм 57-БЗ-542 с пулей Б-32 | Стальной термоупрочнённый | 48,2           | 850            | 50            |

Классы защиты DIN (Германия)
| Класс | Калибр    | Тип патрона          | Тип пули      | Масса (г) | Скорость (м/с)        |
| L     | 9 мм      | Parabellum           | VMR\WK        | 8.00      | 365+/-5               |
| I     | 9 мм      | Parabellum           | VMR\WK        | 8.00      | 410 +/- 10            |
| II    | .357      | Magnum               | MsF           | 7.50      | 570 +/- 20            |
| III   | .223 .308 | Remington Winchester | WK + P VMS/WK | 4.00 9.55 | 920 +/- 10 830 +/- 10 |
| IV    | .308      | Winchester           | VMS/HK        | 9.75      | 820 +/- 10            |

- VMR/WK — пуля со сплошной металлической оболочкой и мягким сердечником
- MsF — латунная пуля с плоской головкой
- WK+P -пуля с мягким сердечником и бронебойным наконечником
- VMS/WK — остроконечная пуля со сплошной металлической оболочкой и мягким сердечником
- VMS/HK — остроконечная пуля со сплошной металлической оболочкой и жёстким сердечником

Классы защиты NIJ (Национальный институт юстиции США)
| Класс | Подкласс | Калибр             | Тип патрона                       | Масса (г)  | Max скорость пули (м/с) |
| I     | 1 2      | special 38 22      | RN/ свинц. пуля LRHV/ свинц. пуля | 10.20 2.60 | 259 320                 |
| II-A  | 1 2      | .357 Magnum 9 мм   | JSP FMJ                           | 10.20 8.00 | 381 332                 |
| II    | 1 2      | .357 Magnum 9 мм   | JSP FMJ                           | 10.20 8.00 | 425 358                 |
| III-A | 1 2      | .44 Magnum 9 мм    | SWC/ свинц. пуля FMJ              | 15.55 8.00 | 426                     |
| III   | -        | 7,62×51 мм NATO    | FMJ                               | 9.70       | 838                     |
| IV    | -        | .30-06 Springfield | AP                                | 10.80      | 869                     |

- AP — бронебойный
- FMJ — в сплошной металлической оболочке
- JSP — в оболочке с мягким наконечником
- LRHV — для длинноствольной винтовки с высокой начальной скоростью
- RN — с закруглённым наконечником
- SWC — с зауженной мягкой нарезной частью

Классы защиты CEN (Европейский стандарт)
| Класс | Вид оружия             | Калибр          | Тип патрона                 | Масса1 (г) | Скорость +/- 10 м/с |
| BR 1  | винтовка               | .22             | RN/свинц. пуля              | 2.6        | 360                 |
| BR 2  | пистолет               | 9 мм Parabellum | JF²/RN/SC                   | 8.0        | 400                 |
| BR 3  | пистолет               | .357 Magnum     | JF³/CN/SC                   | 10.2       | 430                 |
| BR 4  | пистолет               | .44 Magnum      | JF4/FN/SC                   | 15.6       | 440                 |
| BR 5  | винтовка               | 5.56 x 45       | JF4/PB/SCP                  | 4.0        | 950                 |
| BR 6  | винтовка               | 7.62 x 51       | JF²/PB/SC                   | 9.5        | 830                 |
| BR 7  | винтовка               | 7.62 x 51       | JF²/PB/HC                   | 9.8        | 820                 |
| SG 1  | короткоствольное ружьё | 12/70           | со сплошным свинц.стержнем5 | 31.0       | 420                 |
| SG 2  | короткоствольное ружьё | 12/70           | со сплошным свинц.стержнем5 | 31.0       | 420                 |

| - FJ — со сплошной металлической оболочкой | 1 - номинальное значение, допуск + /-0.1 г 2 -со сплошной металлич. оболочкой (с гальваническим покрытием из сплава томпак) 3 -со сплошной металлич. оболочкой 4 -со сплошной оболочкой из сплава томпак 5 -бреннекс |

На Украине классы бронежилетов определяют по ДСТУ В 4103-2002 (Средства индивидуальной защиты, бронежилеты, Общие технические условия), который был разработан Институтом проблем материаловедения НАН Украины и принят в 2002 г. Государственным комитетом Украины по вопросам технического регулирования и потребительской политики. ДСТУ отличается от принятого в России ГОСТ Р 50744-95, поэтому одинаковые по названию классы защиты бронежилетов российского и украинского производства отличаются по характеристикам.
Бронежилеты согласно конструктивным исполнением условно делятся на три типа:
ТИП А — мягкие (гибкие) бронежилеты с защитной структурой на основе специальных тканей.
ТИП Б — полужёсткие бронежилеты дифференциального класса защиты с базовой защитной структурой на основе специальных тканей и дополнительными жёсткими защитными элементами.
ТИП В — жёсткие (или полужёсткие) бронежилеты с защитной структурой на основе жёстких защитных и амортизирующих элементов.
Бронежилеты предназначены для защиты тела человека от поражения пулями огнестрельного оружия, холодным оружием и осколками ручной гранаты. Они должны соответствовать классу защиты, приведенном в таблице 1.
Бронежилеты по стойкости к воздействию средств поражения разделяют на девять классов (Хотя в самом тексте ДСТУ речь идёт только о 4-х классах). Характеристики классов приведены в таблице.
| Класс защиты | Оружие                           | Характеристика поражающего элемента — пули                     | Характеристика поражающего элемента — пули                   | Характеристика поражающего элемента — пули | Характеристика поражающего элемента — пули |
| Класс защиты | Оружие                           | Калибр, тип                                                    | описание                                                     | Масса пули, г.                             | Скорость пули, м/с                         |
| ------------ | -------------------------------- | -------------------------------------------------------------- | ------------------------------------------------------------ | ------------------------------------------ | ------------------------------------------ |
| 1            | Пистолет ПМ                      | 9-мм пуля Пистолетного патрона 57-Н-181 с                      | В стальной оболочке со стальным сердечником                  | 5,9                                        | 315±10                                     |
| 1-А          | Пистолет АПС                     | 9-мм пуля Пистолетного патрона 57-Н-181 с                      | В стальной оболочке со стальным сердечником                  | 5,9                                        | 330±15                                     |
| 2            | Пистолет ТТ                      | 7,62-мм пуля Пистолетного патрона 57-Н-134 с                   | В стальной оболочке со стальным сердечником                  | 5,5                                        | 430±15                                     |
| 2-А          | Охотничье гладкоствольное оружие | пуля Бренеке охотничьего патрона 12-го калибра                 | Свинцовая без оболочки                                       | 35                                         | 400±15                                     |
| 3            | Автомат АК-74                    | пуля 5,45-мм патрон 7Н6                                        | В стальной оболочке со стальным сердечником                  | 3,4                                        | 910±15                                     |
| 3            | Автомат АКМ                      | пуля 7,62-мм патрона образца 1943 г. 57-Н-231                  | В стальной оболочке со стальным сердечником                  | 7,9                                        | 730±15                                     |
|              | Автомат АК-74                    | пуля 5,45-мм патрон 7Н10с                                      | В стальной оболочке со стальным термоупрочнённым сердечником | 3,6                                        | 910±15                                     |
| 4            | Винтовка СВД                     | пуля 7,62-мм винтовочного патрона 57-Н-323С                    | В стальной оболочке со стальным сердечником                  | 9,6                                        | 850±10                                     |
| 5            | Автомат АКМ                      | пуля БЗ (бронебойно-зажигательная) 7,62-мм автоматного патрона | В стальной оболочке со стальным термоупрочнённым сердечником | 7,4                                        | 745±15                                     |
| 6            | Винтовка СВД                     | пуля Б-32 7,62-мм винтовочного патрона                         | В стальной оболочке со стальным термоупрочнённым сердечником | 9,6                                        | 830±15                                     |
| Специальный  | Холодное оружие                  | Кинжал, нож                                                    | Согласно ДСТУ В 4104                                         | --                                         | Энерия удара ~ 40Дж                        |

Приблизительное соответствие классов защитных структур бронеодежды

по стандартам России (ГОСТ), США (NIJ), Германии (DIN) и по европейскому стандарту (CEN)
| ГОСТ (Россия) | NIJ (США) | DIN (Германия) | CEN (Европа)  |
| 1             | I, IIA    | L              | BR1           |
| 2             | IIIA      | II             | BR2, BR3, BR4 |
| 2a            | -         | -              | SG1, SG2      |
| 3             | III       | III            | -             |
| 4             | III+,IV   | IV             | BR5           |
| 5             | IV        | IV             | BR6           |
| 6             | IV+       | IV             | BR7           |
| 6а            | IV+       | IV             | BR7           |

Точное соответствие классов защиты VPAM/BSW2006 (Германия), NIJ (США), ГОСТ (Россия) с технической точки зрения сложно реализовать. Условия испытаний на практике отличаются по множеству параметров:

— различиями в применяемом оружии и боеприпасах;

— количеству выстрелов по объекту;

— методикой разноса выстрелов;

— температурными и атмосферными условиями.

В результате по одним показателям характеристики баллистической защиты различных норм классификации сопоставимы, по другим сильно расходятся.

## Принцип действия
Мягкие бронежилеты, состоящие из нескольких слоёв высокопрочной ткани (например: арамидной ткани: кевлар), способны остановить относительно мягкий снаряд, например, свинцовую пулю. Кевлар обладает хорошим показателем соотношения прочности к плотности, но, что ещё более важно, очень большим пределом вязкости; говоря простым языком, успешно останавливает «тупоконечные» снаряды, обладающие малым импульсом. В момент столкновения кинетическая энергия быстро поглощается бронежилетом и преобразовывается в тепловую. При этом кевларовые волокна могут быть раздвинуты, одиночный слой может быть пробит винтовочной «остроконечной» пулей с большой кинетической энергией, либо продавлен тяжёлой «тупоконечной» пулей поэтому для защиты от винтовочных пуль в бронежилеты дополнительно вставляются защитные пластины из металла или керамики, которые обладают меньшей вязкостью, но иной молекулярной структурой, которая позволяет остановить винтовочную пулю.
Существует мнение, что пулевое ранение, полученное при пробитии бронежилета, будет более тяжелым, так как пуля попадает в тело уже деформированной. Однако, из статистических данных видно, что даже если бронежилет был пробит, то вероятность смертельного исхода при ранении в грудь и живот через бронежилет все равно меньше примерно на 30%, что связывается со снижением скорости пули.

### Заброневое действие пули
Заброневое действие пули (в отечественных источниках чаще встречается обозначение заброневая травма или запреградная травма) возникает при успешной остановке пули бронежилетом и выражается силой, которая действует на тело носителя через бронежилет. Если говорить о поражающем (останавливающем, пробивном) действии пули, то оно в большей степени зависит от кинетической энергии пули, чем от её импульса; в случае же с заброневой травмой дела обстоят обратным образом — относительно медленные, но тяжёлые пули лучше передают импульс через бронежилет. Заброневая травма может быть как незначительной (почти незаметный синяк), так и довольно серьёзной — с переломом костей и разрывом внутренних органов и по большей части зависит от амортизации действующей силы: например, советские солдаты во Второй мировой войне надевали плотный ватник под стальной нагрудник, который успешно защищал тело от заброневого действия пули. Обычно, чем «тяжелее» бронежилет, тем сильнее выражена амортизация, поэтому, например, нельзя ставить знак равенства между 7.62х39 ПП пулей, попавшей в бронежилет 4 и 5 класса (в плане итоговых повреждений как владельцу, так и бронежилету, при том что в обоих случаях пробития не произошло).
Для примера: удар кувалдой массой 20 кг на скорости 30 м/с (такой удар маловероятен для реализации неподготовленным для этого человеком, но может быть проведён при ударе с разгона с вложением в удар веса собственного тела) выдаёт кинетическую энергию в размере 9000 джоулей и импульс 600 кг*м/с. Для сравнения, пуля 7.62х39, выпущенная из автомата Калашникова, несёт в себе около 2000 джоулей кинетической энергии и импульс около 6 кг*м/с. При этом полная передача энергии-импульса возникает только в том случае, если снаряд (пуля) был полностью остановлен бронежилетом: это означает, что, теоретически, бронежилет при определённых условиях может усилить полученное увечие, однако данное событие предугадать на практике невозможно.

### Защита от непулевых снарядов
Несмотря на классификацию, определяемую типом и калибром различных пуль, до сих пор нет чёткого мнения относительно защиты от осколков и холодного оружия. В целом, даже осколки стандартных оборонительных гранат не способны пробить бронежилеты 2-3 и иногда 1 класса, но их область поражения зачастую повреждает конечности, не защищённые бронежилетом, а импульс взрывной волны слабо гасится большинством бронежилетов из-за малой толщины кевларовой ткани и встроенных пластин.
Площадь острия боевых ножей с твёрдостью 60-65HRC во много раз меньше таковой даже у винтовочных пуль, что позволяет им при сильном ударе легко проникать через кевлар и иногда даже через бронеплиту цели за счёт меньшей площади соприкосновения, даже несмотря на значительно меньшую кинетическую энергию. Такие ножи чаще всего изготавливаются из термоупрочненной стали, иногда из титана или особых сплавов, нередко на заказ и стоят на вооружении большинства современных армий. Теоретически, нож из платиноиридиевого сплава (либо пуля с сердечником из него же) способен пробить любой современный бронежилет, но себестоимость такого ножа будет заоблачной[уточнить].
Эффективность бронежилетов против стреловидных элементов (флешетов, стрел и арбалетных болтов) также не была исследована в достаточной степени. Любительские испытания показали, что остроконечные болты, выпущенные из тяжёлого арбалета с силой натяжения ~80 кг при выстреле на небольшой дистанции способны пробить армейский бронежилет класса III (по характеристикам примерно соответствует российскому стандарту 4 класса), но даже в этом случае бронежилет значительно снижает тяжесть полученной травмы..
Существуют специальные средства индивидуальной защиты, предназначенные исключительно для защиты от холодного оружия или взрыва, но по понятным причинам их эффективность против пуль сомнительна и бронежилетами они не являются.

### Долговечность
Долговечность определяется эластичностью и упругостью материала. Другими словами: насколько способен материал восстановить свою изначальную форму после столкновения со снарядом и как быстро будет происходить это самое восстановление. Кевлар, являясь тканью, обладает значительной долговечностью — чтобы кевларовый бронежилет пришёл в негодность, он должен успешно остановить десятки пуль, или даже сотни — если между каждым попаданием был значительный промежуток времени, а попадания приходились в разные места. В то же время керамические бронепластины могут полностью прийти в негодность всего после нескольких попаданий винтовочных пуль, после чего потребуется их замена, а стальные сильно теряют в защите в тех местах, куда попала пуля. 
Следует помнить, что если производитель гарантирует 100 % непробитие от пули определённого калибра, эта гарантия действует только на одно попадание.

### Площадь защиты
Бронежилет обычно не защищает всё тело владельца, основная защита сконцентрирована на самых уязвимых и лёгких для попадания местах. Бронежилеты скрытого ношения имеют наименьшую площадь защиты — верхняя часть торса, где находится большинство жизненно важных органов. Армейские бронежилеты обычно покрывают весь торс бойца (кроме боков), иногда комплектуются наплечниками, наколенниками, напашниками и воротниками. Тяжёлые штурмовые бронекостюмы поставляются с бронерукавицами, поножами, бронемаской и армированными сапогами, делая из бойца малоподвижную, но крайне защищённую цель, но из-за их веса и трудностей в производстве они не получили широкого распространения.